# Гунхилда Гормсдотир
Гунхилда Гормсдотир (на старонорвежки: Gunnhild Gormsdóttir) е норвежка кралица, съпруга на Ейрик I Кървавата брадва. Останала известна с прякора си Майката на конунгите (на старонорвежки: Gunnhild konungamóðir) затова, че родила на съпруга си осем сина – Гамли, Гуторм, Харалд II Сивия плащ, Рагнфрьод, Ерлинг, Гудрьод, Сигурд и Рьогнвалд.
Споменава се в редица древноскандинавски саги, но има доста спорни моменти относно живота и личността ѝ. Голяма част от живота ѝ преминава в изгнание – както докато е жив съпругът ѝ, така и след неговата смърт, тя е принудена да живее със синовете си и верните си васали предимно на Оркнейските острови и в Дания.
Според сагата Historia Norwegiæ, Гунхилда била дъщеря на Горм Стария, датски конунг. Според Хеймскрингла (сагата за норвежките крале) обаче, бащата на Гунхилда бил конунг от Халогаланд, най-северната част на Норвегия, и Ейрик Кървавата брадва я открил там, когато тя се обучавала в магьосничество при двама фини. Ейрик убил фините, а нея отвел със себе си и направил своя жена. Смята се, че тази версия за произхода на Гунхилда се дължи на традиционно лошото отношение на исландците от онази епоха към Ейрик Кървавата брадва и Гунхилда.